# Wiens ångspårvägar

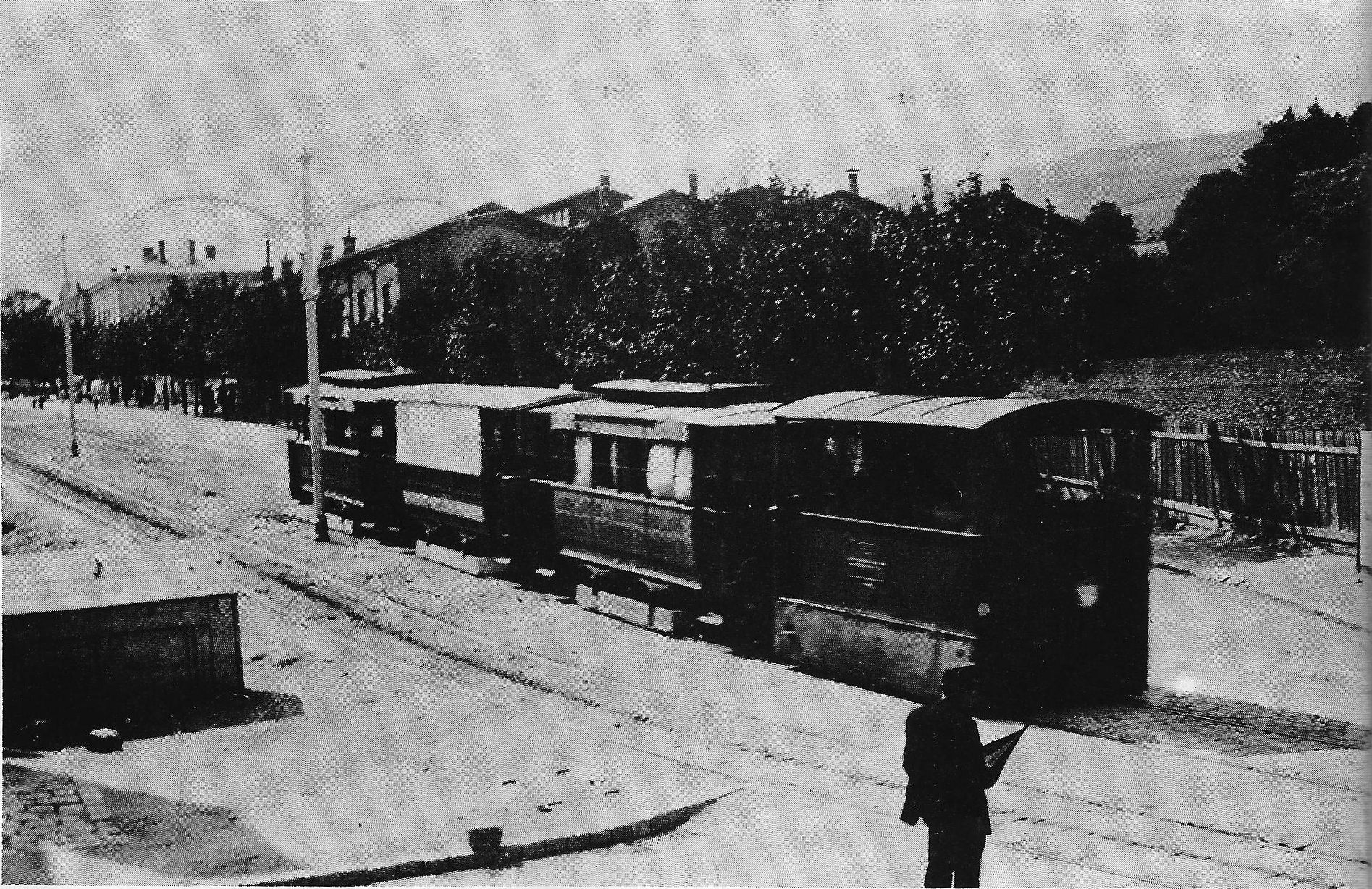
Ångspårväg i Nussdorf, 1903

Wiens ångspårvägar är en samlingsbeteckning på den trafik med ångspårvagnar som två olika bolag drev mellan åren 1883-1922 i staden Wien i Österrike. Spårvagnarna kördes på normalspår 1 435 mm.
Först ut var Dampftramway Krauss & Comp som öppnade den första ångspårvägslinjen i Wien den 27 oktober 1883. Linjen gick mellan förorten Hietzing och staden Perchtoldsdorf söder om Wien. Fem år senare, år 1887, förlängdes linjen dels söderut till staden Mödling dels med en sidolinje från Hiertzing till Ober St. Veit. Sidolinjen lades ner år 1908. Delar av ångspårvägslinjen elektrifierades år 1912 och resten år 1921.
Bolaget drev, under åren 1886-1911, också en ångspårvägslinje mellan Donaukanal och den norra förorten Stammersdorf där vagnarna senare, från år 1903, kunne kopplas på lokaltågen till Auersthal (Stammersdorfer Lokalbahn). En sidolinje gick från Floridsdorf till Gross Enzersdorf vid Lobau. Ångspårvägslinjen elektrifierades år 1922.
Ett annat bolag Neuen Wiener Tramway-Gesellschaft, som hade fått konsession på spårvagnsdrift år 1873, körde ångspårvagnar på flera olika linjer mellan åren 1885-1903.
En linje gick mellan förorten Gaudenzdorf och Wiener Neudorf söder om Wien mellan åren 1886–1893. Andra linjer var:
- Wien Westbahnhof - Gymnasiumstrasse, (1885–1904)
- Neubaugürtel - Hütteldorf, (1886–1903)
- Från Nussdorfer Strasse till bergbanan i Nussdorf, (1885–1903)

Alla ångspårvägslinjerna elektrifierades senare.